# Ciklična simetrija v treh razsežnostih
| involucijska simetrija Cs, [1], (*)     | ciklična simetrija Cnv, [n], (*nn)     | diedrska simetrija Dnh, [n,2], (*n22)   |
| poliedrska grupa, [n,3], (*n32)         |                                        |                                         |
| tetraedrska simetrija Td, [3,3], (*332) | oktaedrska simetrija Oh, [4,3], (*432) | ikozaedrska simetrija Ih, [5,3], (*532) |

Ciklična simetrija v treh razsežnostih spada med neskončno skupino točkovnih grup v treh razsežnostih (n≥1) z n-kratno vrtilno ali zrcalno simetrijo okrog ene osi, za kot 360°/n, ki ne spremenijo objekta.
Spadajo med končne simetrijske grupe na stožcu. Za n = &infin
odgovarjajo štirim frizijskim grupam. Uporablja naj se Schönfliesovo notacijo. Izrazi horizontalno (h) in vertikalno (v) se uporabljajo za prikaz obstoja in smeri zrcaljenja glede na horizontalno os simetrije. Prikazana je tudi Coxeterjeva notacija in v oklepajih notacija orbifold.
Kiralni:
- Cn, [n]+, (nn) of order n – n z redom n, kjer je n n-kratna vrtilna simetrija, kar je abstraktna grupa Cn. Za n=1 ni simetrije, kar pomeni, da je to  trivialna grupa.

- Akiralni:

- Cnh, [n+,2], (n*) reda 2n – prizmatična simetrija. To pa je abstraktna grupa Cn x C2. Za n=1 to označujemo s Cs (1*) in to imenujemo zrcalna simetrija ter tudi bilateralna simetrija. Ima zrcalno simetrijo glede na ravnino, ki je pravokotna na n-kratno vrtilno os.
- Cnv, [n], (*nn) reda 2n – piramidna simetrija (abstraktna grupa Dn) v biologiji se imenuje C2v biradialna simetrija. Za n=1 imamo zopet n=1 Cs (1*). Ima navpične (horizontalne) zrcalne ravnine. To je simetrijska grupa n-strane piramide.
- S2n, [2+,2n+], (n×) reda 2n. Pri tem pa ne smemo zamenjati z simetrično grupo za katero se uporablja isti način označevanja, to je abstraktna grupa C2n. Za n=1 imamo S2 (1×)

C2h (2*) in C2v (*22) reda 4 sta dve od treh trirazsežnih simetrijskih grup Kleinova štiri grupa kot abstraktne grupe. C2v se uporablja npr. kot pravokotne ploščice, ki imajo zgornji del različen od spodnjega.

## Zgledi
| S2/Ci (1x):   | C4v (*44):         | C4v (*44):                    | C5v (*55):         |
| ------------- | ------------------ | ----------------------------- | ------------------ |
| paralelepiped | kvadratna piramida | podaljšana kvadratna piramida | petstrana piramida |

IUC pomeni International Union of Crystallography ali Mednarodna zveza za kristalografijo.

## Frizijske grupe
| notacije | notacije | notacije | notacije    | zgledi            | zgledi            |
| IUC      | orbifold | Coxeter  | Schönflies* | evklidska ravnina | cilindrični (n=6) |
| -------- | -------- | -------- | ----------- | ----------------- | ----------------- |
| p1       | ∞∞       | [∞]+     | C∞          |                   |                   |
| p1m1     | *∞∞      | [∞]      | C∞v         |                   |                   |
| p11m     | ∞*       | [∞+,2]   | C∞h         |                   |                   |
| p11g     | ∞×       | [∞+,2+]  | S∞          |                   |                   |

IUC pomeni International Union of Crystallography ali Mednarodna zveza za kristalografijo.